# Wil Wheaton
Richard William "Wil" Wheaton III, född 29 juli 1972 i Burbank, Kalifornien, är en amerikansk skådespelare och röstskådespelare. Han är mest känd från Star Trek: The Next Generation där han spelade den unge Wesley Crusher.
Asteroiden 391257 Wilwheaton är uppkallad efter honom.

## Filmer, TV och webbserier
- 1981 - A long way home (som Donald Branch)
- 1982 - Brisby och Nimhs hemlighet (röst åt Martin)
- 1983 - Hambone and Hillie (som Jeff Radcliffe)
- 1984 - Bara vänner (som Tim)
- 1984 - The Last Starfighter
- 1986 - The Defiant Ones (som Clyde)
- 1986 - Stand by Me (som Gordie Lachance)
- 1987 - Fem i familjen (1 avsnitt, som Timothy Higgins)
- 1987 - Förbannelsen (som Zack)
- 1987-1994 - Star Trek: The Next Generation (85 avsnitt, som Wesley Crusher)
- 1990 - Monsters (1 avsnitt, som Kevin)
- 1991 - Toy Soldiers (som Joseph Trotta)
- 1991 - Den sista horan i Texas (som Danny)
- 1993 - Röster från andra sidan graven (1 avsnitt, som Arling)
- 1993 - The Liars' Club (som David Reynolds)
- 1995 - Mr. Stitch (som Lazarus)
- 1996 - Kärlekens motorväg (som Jack)
- 1996 - The Outer Limits (1 avsnitt, som Cadet)
- 1996 - Boys Night Out (som Marco)
- 1997 - Gun (1 avsnitt, som Bilchick)
- 1997 - Flubber (som Bennett Hoenicker)
- 1998 - The Day Lincoln Was Shot (som Robert Todd Lincoln)
- 1998 - Fag Hag
- 1998 - Diagnosis Murder (1 avsnitt, som Forest Ranger Gary Barton)
- 1999 - Guys Like Us (1 avsnitt, som Steve)
- 1999 - Foregn Correspondents (som Jonas)
- 1999 - Chicken Soup for the Soul (1 avsnitt, som Will)
- 2000 - The Girls' Room (som Charlie)
- 2000 - Deep Core (som Rodney Bedecker)
- 2000 - Python (som Tommy)
- 2001 - The Invisible Man (1 avsnitt, som Dorman)
- 2001 - Twice in a Lifetime (somDr. Thomas)
- 2001 - Speechless...
- 2002 - Jane White Is Sick & Twisted (som Dick Smith)
- 2002 - Biography
- 2002 - The Zeta Project (1 avsnitt, som Kevin)
- 2002 - Star Trek: Nemesis (som Wesley Crusher)
- 2003 - Book of Days (som Danny)
- 2003 - Neverland (som John)
- 2003-2005 - Teen Titans (6 avsnitt, som Aqualad)
- 2004 - Every Little Something by Dave
- 2004 - Grand Theft Auto: San Andreas (spel, röst åt Richard Burns)
- 2004 - EverQuest II (spel, olika röster)
- 2004 - Tom Clancy's Ghost Recon 2 (spel, olika röster)
- 2004 - Call For Help (2 avsnitt)
- 2005 - Super Robot Monkey Team Hyperforce Go! (1 avsnitt, som Skurg)
- 2005 - CSI: Crime Scene Investigation (1 avsnitt, som Walter)
- 2005 - Grand Theft Auto: Liberty City Stories (röst åt Richard Burns)
- 2006 - Grand Theft Auto: Vice City Stories (röst åt Richard Burns)
- 2006 - Avatar: The Last Airbender (1 avsnitt, röst)
- 2006 - Naruto (3 avsnitt, röst åt Menma)
- 2007 - Random! Cartoons (som Kyle)
- 2007 - Americanizing Shelley (som Alan Smithee)
- 2007 - Numb3rs (1 avsnitt, som Miles Sklar)
- 2007-2008 - Legion of Super Heroes (6 avsnitt)
- 2008 - Grand Theft Auto IV (röst)
- 2008 - Criminal Minds (1 avsnitt, som Floyd Hansen)
- 2008-2009 - Ben 10 (röst)
- 2009-2012 - Leverage (3 avsnitt, som Colin Mason)
- 2009-2010 - Batman: Den tappre och modige (2 avsnitt, röst åt Blue Beetle)
- 2009-2011 - The Guild (5 avsnitt, som Fawkes)
- 2009-2019 - The Big Bang Theory (13 avsnitt, som sig själv)[2]
- 2010–2012 – Eureka (TV-serie) (som Doktor Isaac Parrish)
- 2010 - Fallout: New Vegas (röst)
- 2011 - DC Universe Online (röst)
- 2014 - Broken Age (röst)
- 2022 - In Search of Tomorrow (som sig själv)
- 2022 - Star Trek: Picard (1 avsnitt, som Wesley Crusher)
- 2023 - Star Trek: Lower Decks (1 avsnitt, röst åt Wesley Crusher)
- 2024 - Star Trek: Prodigy (8 avsnitt, röst åt Wesley Crusher)